# Sièges de Lille (1213)
Pour les articles homonymes, voir Siège de Lille.
Les sièges de Lille et la mise à sac de 1213 sont des épisodes de la lutte entre le roi de France Philippe-Auguste et le comte de Flandre Ferrand.

## Prologue
Philippe-Auguste avait fait épouser Jeanne, fille de Baudouin V, comte de Flandre tué à Constantinople en 1205, à Ferrand, fils du roi du Portugal qui devint ainsi Comte de Flandre. Ferrand devint cependant hostile au roi de France, auquel il avait dû abandonner les villes d’Aire et de Saint-Omer et s’allia à son ennemi le roi d’Angleterre Jean sans Terre.
Après l’abandon d’un projet d'invasion de l'Angleterre, Philippe-Auguste entra en Flandre et s’empara de Cassel, de Bruges, puis de Lille.

## Les sièges et la mise à sac
Lille se rendit après un siège de 3 jours en juin 1213. Philippe-Auguste fit transformer en forteresse une maison seigneuriale voisine du chevet de l’église Saint-Maurice en dehors de l’enceinte, appartenant à la famille Dergnau (qui a donné son nom à la place des Reignaux). Il y installa une importante garnison.
Après le départ des armées du roi, Ferrand reprit la conquête de la Flandre, tint un siège de 4 jours de Lille puis se retira face à la résistance de la garnison française.
Philippe-Auguste ayant ensuite rappelé une partie de ses troupes, Ferrand vint assiéger Lille qui se rendit après une faible résistance.
Philippe-Auguste revint à Lille pour se venger de ce qu’il considérait une trahison des Lillois. Entre-temps, la plus grande partie de la population se serait enfuie avec l’armée flamande.
La ville fut mise à sac, incendiée et les remparts détruits. La forteresse des Reigneaux qui venait d'être établie fut emportée dans cette destruction, dont l’ampleur n’est pas connue. Un des chroniqueurs, Guillaume le Breton, décrit, dans son poème La Philippide, une dévastation totale, un massacre et une mise en esclavage des habitants.
Les historiens contemporains estiment exagérée cette description.
En effet, il apparaît que les églises et le castrum furent préservées, et que le chapitre de Saint-Pierre continua ses fonctions en 1214, ce qui est attesté par des actes des archives. Certains éléments des anciens remparts ont subsisté.

## Après 1213
Ces événements précèdent la bataille de Bouvines du 27 juillet 1214 qui opposa Philippe-Auguste à une coalition comprenant Ferrand, l’Empereur Otton IV et des combattants anglais.
La Comtesse Jeanne gouverna à partir de 1214 le Comté de Flandre qui lui appartenait en propre sous la condition imposée par Philippe-Auguste qu'elle ne relèverait pas les fortifications de Lille. La ville fut reconstruite, l'enceinte rétablie et agrandie ultérieurement, au cours du XIIIe siècle.